# Макс Лендер
Макс Лендер (на френски: Max Linder, [maks lɛ̃.dɛʁ]) е френски актьор, сценарист и режисьор, определян понякога като „първата международна кинозвезда“.

## Биография
Роден е на 16 декември 1883 година в Сен Лубес, Аквитания, в семейство на заможни собственици на лозя. От ранна възраст се интересува от театър, учи в консерваторията в Бордо, където започва да играе в театъра, а от 1905 година се снима в късометражни комедийни филми. В множество такива филми от следващите години създава образа на Макс, богат и лекомислен бонвиван, който попада в комични ситуации, който му донася международна известност.
Макс Лендер се самоубива, заедно със съпругата си, на 31 октомври 1925 година в Париж.

## Филми
- „Макс и хинин“;
- „Макс виртуоз“;
- „Макс тореадор“ и др.